# Sei Jawi Jawi (Panai Hulu)
Sei Jawi Jawi is een bestuurslaag in het regentschap Labuhan Batu van de provincie Noord-Sumatra, Indonesië. Sei Jawi Jawi telt 5455 inwoners (volkstelling 2010).